# Звонок Алексея Навального Константину Кудрявцеву
Алексей Навальный опубликовал запись телефонного разговора, который состоялся 14 декабря 2020 года между ним и предполагаемым соучастником его отравления сотрудником ФСБ Константином Борисовичем Кудрявцевым. Запись вызвала широкий международный резонанс. Федеральная служба безопасности (ФСБ) назвала запись «подделкой».
В этой записи Навальный, представившись помощником секретаря Совета Безопасности РФ Николая Патрушева, звонит одному из членов группы, которая, согласно расследованию The Insider, Bellingcat и CNN, ответственна за отравление Навального. Его собеседник, заявленный в видео как Константин Кудрявцев, рассказывает о своём участии в покушении.
Запись была опубликована на канале YouTube 21 декабря 2020 года и стала самым просматриваемым видео в российском Youtube за первую неделю после публикации. По состоянию на 1 марта 2021 года сокращённая версия аудиозаписи разговора была просмотрена более 28 млн раз. Ряд СМИ назвал этот разговор «пранком года».
Следственный комитет России возбудил уголовные дела против двух офицеров полиции, которые, по версии следствия, передали журналистам данные о перелётах Константина Кудрявцева и других сотрудников ФСБ, упоминаемых в расследовании об отравлении.
10 апреля 2021 года по итогам мартовской номинации большинством голосов членов Экспертного совета премии кинокритики и кинопрессы «Белый слон» Алексей Навальный и его творческий коллектив были награждены Специальным призом «Событие года» «за серию новаторских документальных фильмов-расследований». В их числе был назван и фильм «Разговор с убийцей».
История породила множество шуток, мемов и пародий.

## Участники звонка
В опубликованной видеозаписи разговора (сокращённая версия) присутствуют:
- Алексей Навальный — российский оппозиционный политик;
- Христо Грозев — журналист-расследователь издания Bellingcat;
- Мария Певчих — руководитель отдела расследований Фонда борьбы с коррупцией;
- собеседник Навального, по утверждению Навального и Bellingcat, это Константин Борисович Кудрявцев, 1980 года рождения, служил в воинской части в Шиханах, где создавалось советское химическое оружие; работал в Военной академии радиационной, химической и биологической защиты[4][5]. В настоящее время, предположительно, работает военным химиком в Институте криминалистики Центра специальной техники ФСБ РФ и является не оперативником, а, скорее, техническим специалистом, которого привлекли для проведения операции[4]. Согласно данным выписки из Росреестра и Договора купли-продажи квартиры от 17.10.2020 года, Кудрявцев через 2 месяца после отравления Навального купил себе ещё одну, соседнюю с основной квартирой (№ 38) проживания, квартиру (№ 37) стоимостью 7 млн рублей[6][7][8][9][10]. В феврале — марте 2021 года были засекречены сведения Росреестра как в отношении совладельцев основной квартиры (№ 38) проживания Кудрявцева, его родственников — жены Кудрявцевой И. П., сына Кудрявцева Е. К. и тёщи Субботиной Г. В.[11][12][13][14][15], так и в отношении самого Кудрявцева К. Б. как собственника новоприобретённой соседней квартиры (№ 37)[16] — теперь вместо их данных указана «Российская Федерация». С 2021 года находится под санкциями США[17], с 2022 года — под санкциями всех стран Евросоюза[18] и Канады[19].

## Предыстория
14 декабря 2020 года The Insider, Bellingcat и CNN при участии Der Spiegel и ФБК выпустили совместное расследование. Согласно его выводам, покушение на Алексея Навального в Томске совершила группа из восьми оперативников ФСБ из секретного подразделения ведомства, которые действовали под прикрытием Института криминалистики ФСБ (начальник института — генерал-майор Васильев Кирилл Юрьевич, начальник головной организации Центр специальной техники ФСБ РФ генерал-майор Богданов Владимир Михайлович). Авторы расследования назвали имена сотрудников, участвовавших в операции, а также несколько их псевдонимов. Это Станислав Макшаков, Олег Таякин («Тарасов»), Алексей Александров («Фролов»), Иван Осипов («Спиридонов»), Алексей Кривощёков, Михаил Швец («Степанов»), Владимир Паняев, а также предполагаемый фигурант звонка Алексея Навального Константин Кудрявцев под псевдонимом «Соколов».

## Разговор
Как утверждает Навальный, его разговор с Константином Кудрявцевым состоялся 14 декабря 2020 года рано утром в 07:27 по московскому времени, перед публикацией основного расследования об отравлении. Навальный представился именем «Максима Сергеевича Устинова» — вымышленного помощника секретаря Совета Безопасности РФ Николая Патрушева. Этот телефонный звонок являлся частью более широкой операции, осуществлённой группой Навального, по взаимодействию с предполагаемыми участниками отравления: «В 6 утра по московскому времени мы организовали вот здесь нечто вроде штаба и распределили между собой задачи, чтобы с 7 утра начать действовать одновременно», — сообщает Навальный в видеозаписи.
«Мы взяли простейшую программу — такими пользуются телефонные пранкеры — для того, чтобы скрыть номер, с которого звоню я, и подставить вместо него нужный нам номер», — рассказал Навальный. Он добавил, что обзвонил нескольких упомянутых в расследовании предполагаемых сотрудников ФСБ, но в большинстве случаев собеседники не продолжали разговор. На вопросы ответил только Кудрявцев, рассказав множество подробностей предполагаемого покушения.
По предположению «Би-би-си», Кудрявцев мог «попасться на удочку» и рассказать детали операции, поскольку сам является, скорее, техническим специалистом, привлечённым для проведения операции, а не оперативником; кроме того, мог сработать фактор внезапности, незнание того, что операция была рассекречена, ссылка на авторитет высшего руководства и поступление звонка с номера, имитировавшего коммутатор спецслужб. Кудрявцев рассказал про задание, которое ему поручили — обработку отравленных трусов Навального и другой одежды, снятых с него в больнице и поручился, что они в хорошем состоянии, чистые после двукратного замывания, особенно тщательного в районе гульфика трусов, где, видимо, и был нанесён «Новичок». После этого одежда была сдана обратно в транспортную полицию.
По мнению Кудрявцева, Навальный остался жив благодаря экстренной посадке самолёта экипажем и медицинской помощи, оказанной врачами скорой помощи в Омске. По мнению авторов расследования, разговор с Кудрявцевым является подтверждением того, что целью спецгруппы ФСБ являлось именно убийство Навального, и интерпретировать это как-то иначе невозможно.
В ходе разговора предполагаемый Кудрявцев упоминает фамилии трёх фигурантов расследования The Insider, Bellingcat и CNN — вероятных исполнителей покушения Алексея Александрова и Ивана Осипова, а также своего начальника Станислава Макшакова.
Кроме того, собеседник Навального назвал имя ещё одного предполагаемого участника операции, ранее не фигурировавшего в расследовании, — Василия Калашникова. Реальный Василий Калашников является экспертом в области газовой хроматографии/масс-спектрометрии (метод обнаружения нервно-паралитических агентов в биологических образцах) — он публиковал статьи по этой теме, представляясь сотрудником Института криминалистики Центра специальной техники ФСБ России (то есть того же учреждения, в котором предположительно работает Кудрявцев). Как отмечает Deutsche Welle на основании данных Insider, «Макшаков звонил Калашникову в день отравления Навального после приземления самолёта в Омске, а также на следующий день за несколько минут до отмены запрета на вылет Навального в Германию» — по предположению Insider, Калашников может быть причастен к принятию решения о том, что «Навального уже можно перевозить в Берлин, так как определить „Новичок“ по анализу крови уже не удастся».
Также предполагаемый Кудрявцев назвал Навальному телефонный номер сотрудника омского управления ФСБ по борьбе с терроризмом Михаила Евдокимова, который, как утверждают авторы расследования, позднее в телефонном разговоре с Навальным подтвердил, что все вещи оппозиционера находятся в транспортной полиции Омска и его сотрудники имеют к ним доступ. О других деталях Евдокимов согласился говорить только по закрытой линии.
В тот же день видео об этом вышло на канале самого Навального, также была опубликована полная версия разговора на канале «Навальный LIVE».
Позже Навальный заявил, что публикация разговора, сделанного ещё до выхода основного расследования, была отложена преднамеренно с целью дождаться реакции Владимира Путина на расследование.
По словам жены Кудрявцева, сказанным позже (5 апреля 2021 года в суде по делу Любови Соболь), вскоре после телефонного разговора (до 20 декабря 2020 года) Кудрявцев собрал вещи и уехал в длительную командировку. По её словам, у них «сложные отношения» и они «не поддерживают общение».

## Реакция

### Российские власти
В ФСБ видео назвали «подделкой» и заявили, что подобный метод подделки номеров невозможен без помощи иностранных спецслужб.
Пресс-секретарь президента РФ Дмитрий Песков заявил, что у Алексея Навального «наблюдается ярко выраженная мания преследования» и «зацикленность на гульфиковой зоне собственной». Песков назвал расследование Навального «попыткой дискредитации» ФСБ и выразил мнение, что «подобные попытки не могут дискредитировать Федеральную службу безопасности».
В пресс-службе аппарата Совета Безопасности РФ заявили, что в нём нет сотрудника по имени «Максим Сергеевич Устинов».

### Мировая реакция
Событие осветили такие ведущие СМИ, как CNN, Ассошиэйтед Пресс, The Washington Post, The New York Times, Euronews, BBC News, Рейтер, The Times, The Guardian, The Independent, The Daily Telegraph, Financial Times, The Spectator, Der Spiegel, France 24, Le Monde, El País, Corriere della Sera и другие.
19 января 2021 года событие рассматривалось в докладе члена Комиссии Парламентской ассамблеи Совета Европы (ПАСЕ) по политическим вопросам и демократии Жака Мэра на онлайн-заседании Комиссии ПАСЕ по юридическим вопросам и правам человека.

### Российская общественность
История породила множество шуток и мемов. Видеоблогер Дед Архимед написал песню-пародию «ФСБ постирает трусы» в манере Бориса Гребенщикова, воспринятую многими пользователями в качестве хита.
Ряд активистов и общественных деятелей был задержан за проведение пикетов с соответствующей символикой, относящейся к звонку. Так, 21 декабря в Москве у здания ФСБ на Лубянке задержали активистку Мадину Авсетову, активиста движения «Гражданское общество» Владимира Дубовского, а также координатора движения «Весна», члена Либертарианской партии Льва Гяммера с плакатом «Трусы Навального отстирали, а как дела с собственными?». 22 декабря у здания ФСБ в Москве был задержан режиссёр Виталий Манский. Он стоял перед входом в здание, держа в руках синие трусы.

### Эксперты
По мнению британского политолога, исследователя российских вооружённых сил и спецслужб Марка Галеотти, «произошедшее — абсолютно беспрецедентно». Несмотря на то, что «утечки есть всегда», однако он «не может вспомнить ни одной ситуации, когда жертва совершённого покушения связывалась бы с исполнителем этого покушения и убеждала бы его рассказать историю». Для ФСБ, по мнению политолога, это «большой позор». Навальному удалось продемонстрировать, «какое количество сверхсекретной информации доступно в даркнете — телефонные номера, имена, всё остальное», что можно использовать для опознания отдельных лиц. Политолог уверен, что «в спецслужбах по всему миру многие считают, что то, что произошло — это очень смешно».
Специалист в сфере информационной безопасности, бывший хакер Кевин Митник назвал Алексея Навального претендентом на воображаемую премию «Социальный инженер десятилетия»: «Настоящим объявляю Навального номинантом на премию Социальный инженер десятилетия. Запись этого разговора — эпическая, эпическая штука».
Как считает российский журналист и обозреватель, историк спецслужб Андрей Солдатов, «случай такого раскрытия — это беспрецедентно. Этот звонок — уникальная история». По мнению Солдатова, в этой истории есть несколько моментов, объясняющих «шокирующую откровенность» предполагаемого Кудрявцева: он, скорее, не оперативник, а технический специалист, привлечённый для проведения операции, где в операциях подобного рода такие люди играют подчинённую роль, а оперативники решают, что и как делать. Также этого человека застали врасплох. Как отмечает Солдатов, в институции ФСБ уже длительное время «исполнителями выбираются люди, которые никогда не зададут никаких вопросов», что доказывается тем, что «человек, который участвовал так долго в операции против Навального, не может узнать его голос и совершенно характерных интонаций, которые знают абсолютно все».
Пранкер Вован назвал запись «вполне правдоподобной», отметив, что «возможно, его собеседник и подозревал, что в разговоре что-то идёт не так, но, вероятно, всё-таки побоялся положить трубку, испугавшись, что имеет дело с настоящим помощником Патрушева».

### Уголовное дело в отношении Любови Соболь
В день публикации разговора, 21 декабря, юрист «Фонда борьбы с коррупцией» Любовь Соболь попыталась побеседовать с Константином Кудрявцевым. Приехав к его дому в Новокосино, Л. Соболь смогла поговорить с тёщей К. Кудрявцева, которая отказалась открыть ей дверь, но Соболь удалось зайти в одну из двух квартир, принадлежащих семье Кудрявцевых, вместе с доставщиком пиццы. Позже Соболь была задержана около дома Кудрявцева.
Утром 25 декабря 2020 года в квартире Любови Соболь был произведён обыск в рамках возбуждённого в отношении неё уголовного дела по части 2 статьи 139 УК РФ (незаконное проникновение или попытка проникновения в чужое жилище с применением силы).
По заявлению Следственного комитета, «группа лиц, среди которых была Л. Соболь, неоднократно пыталась проникнуть в квартиру пожилой женщины, расположенную в доме в Восточном округе столицы. Для достижения своей цели они незаконно использовали форму сотрудников Роспотребнадзора. После двух неудавшихся попыток Соболь ввела в заблуждение курьера сервиса доставки, представляясь „брошенной женой с маленьким ребёнком“, и прошла в подъезд жилого дома. Когда хозяйка квартиры открыла дверь, Соболь оттолкнула женщину, где последняя проживает со своей семьёй, и ворвалась в квартиру. Обойдя все помещения, при этом снимая свои противоправные действия на телефон, Соболь покинула жилище и скрылась с места происшествия». Адвокат Соболь сообщил, что Соболь не надевала форму сотрудников Роспотребнадзора.
Из постановления СК стало ясно, что уголовное дело в отношении Соболь заведено по заявлению тёщи Кудрявцева, Галины Субботиной. Именно она 21 декабря вышла к Соболь из 37-й квартиры, когда та звонила в 38-ю (как выяснилась позже, обе квартиры принадлежат семье Кудрявцевых: квартира 38 принадлежала Галине Субботиной ещё с советских времён, а квартиру 37 Кудрявцев купил уже после отравления. Обе квартиры отделены от лестничной площадки одной дверью, двери же между квартирами и тамбуром не запирались). Сама Соболь отрицает предъявленные ей обвинения.
9 марта 2021 года 40 правозащитных организаций из более чем 25 стран мира обратились в ООН с просьбой о немедленном освобождении Любови Соболь.

### Уголовные дела о разглашении данных о сотрудниках ФСБ
29 декабря 2020 года Следственный комитет по Самарской области возбудил уголовное дело против сотрудника отдела полиции Самары Кирилла Чупрова, который, по версии следствия, злоупотребил должностными полномочиями и передал данные из системы «Розыск-Магистраль» о перелётах сотрудников ФСБ, упоминаемых в расследовании об отравлении Навального. Полицейский был вычислен по результатам анализа запросов фамилий, поступавших в базу данных «Розыск-Магистраль». Кроме того, проверке подвергся и начальник дежурной части того же отдела полиции.
1 марта 2021 года стало известно о проведении ГСУ СКР по Санкт-Петербургу расследования по ч. 3 ст. 286 УК РФ «Превышение должностных полномочий» в отношении майора полиции Василеостровского управления МВД по Санкт-Петербургу Романа Гладышева и его коллеги капитана полиции Константина Голубева по подозрению в передаче данных из системы «Розыск-Магистраль» в сентябре 2020 года журналистке Baza Мяйле Мачюлите. 2 марта 2023 года Голубев был приговорён к двум годам колонии общего режима по части 1 статьи 285 УК РФ (злоупотребление служебными полномочиями).

## Блокировка на YouTube
8 февраля 2021 года видео с сокращённой версией разговора было заблокировано на YouTube. На баннере говорилось, что блокировка произведена из-за нарушения авторских прав ViacomCBS. Позднее в тот же день видео было разблокировано.

## Награды

### Кинопремия «Белый слон»
10 апреля 2021 года в Москве в формате онлайн-трансляции состоялось награждение Алексея Навального и его творческого коллектива Специальным призом «Событие года» национальной премии кинокритики и кинопрессы «Белый слон» «за серию новаторских документальных фильмов-расследований». В связи с нахождением Навального в исправительной колонии № 2 во Владимирской области награда была вручена режиссёру монтажа ФБК Александре Дубровской.
Награду вручал экс-президент Гильдии киноведов и кинокритиков России, председатель Экспертного совета кинопремии «Белый слон» Виктор Матизен, в своей речи отметивший:
Много призов мне приходилось вручать в своей жизни, но впервые, — и я надеюсь, что в последний раз, — мы вручаем этот приз человеку, который сидит в тюрьме, по заведомо ложному обвинению, настоящему политическому заключённому. Но мы вряд ли бы присудили ему эту премию, кем бы он ни был, если бы его картины не были исполнены гражданского пафоса, мастерства, настоящей страсти и логики, неумолимой логики. Итак, специальный приз «Событие года» присуждается Алексею Навальному и его творческому коллективу за цикл фильмов-расследований, публицистических фильмов, и во многом новаторских фильмов.
Предыстория
15 марта 2021 года стало известно о номинации большинством голосов (41 из 55) членов Экспертного совета кинопремии «Белый слон» Алексея Навального и его творческого коллектива на Специальный приз «Событие года» «за серию новаторских документальных фильмов-расследований», в числе которых члены Экспертного совета премии назвали фильм Навального «Разговор с убийцей».
Ранее высказывались мнения о том, что номинации могут быть удостоены два фильма-расследования Навального — ролик «Я позвонил своему убийце. Он признался» и фильм «Дворец Путина», однако, по условиям премии необходимо, чтобы работа была показана в 2020 году.
Как отметил председатель Экспертного совета кинопремии «Белый слон» Виктор Матизен:
По всем параметрам фильмы Навального — это документальное кино. Там нет вымышленных персонажей, там действуют реальные люди, там есть монтажный ряд, закадровый голос — все данные, чтобы эти произведения можно было назвать фильмами. При этом фильмы Навального совершенно новаторские, ничего подобного ни в нашей документалистике, ни в зарубежной не было. «Разговор с убийцей» — короткий фильм, в котором Навальный разговаривает со своим отравителем Кудрявцевым. Это просто шедевр, абсолютный шедевр документалистики. Вот так вот поймать ситуацию, запечатлеть на плёнку, так провести разговор, как его провёл Навальный, — это высший класс документального кино.
Достаточным основанием признания у работ Навального художественной ценности является тот факт, что 41 член экспертного совета премии из 55 проголосовали за эту премию. Уже сама по себе оценка профессионалов чего-то стоит. Если же говорить о достоинствах его фильма, то разговор отравленного с отравителем — абсолютно необыкновенное документальное кино, схваченное в один момент и тут же зафиксированное. Это просто событие! Никакие разговоры пранкеров в подмётки не годятся этой картине, где работают не только главный герой, он же интервьюер, совершенно потрясающе проведён тонкий диалог, мастерски. Реакция окружающих, которые сидят рядом в комнате, где производилась съёмка, и не могут скрыть своих эмоций. Это производит необыкновенное впечатление. Фильм Навального — это гражданское кино.
Иное мнение о фильме Навального высказал действующий президент Гильдии киноведов и кинокритиков России Кирилл Разлогов:
На мой взгляд, эти фильмы — не произведение искусства, а публицистика. На номинацию «Событие года» выдвинули фильм с разговором Навального со своим предполагаемым отравителем. Я не касаюсь вопроса достоверности, но это произведение произвело сильное впечатление на моих коллег, хотя считать это событием года довольно странно. Этот фильм — всего лишь некое высказывание.
На ситуацию резко отреагировал председатель Союза кинематографистов России Никита Михалков:
Понимаете, ки-но-кри-тик — он должен оценивать кино. Мне как-то неловко считать себя режиссёром, если режиссёр — Навальный. Он к кино не имеет отношения. Если вы даёте приз за политику, ну, дорогие мои, вы так и говорите. А когда вы хотите дать программе Навального приз как кинематографическому произведению, то вы ни хрена не кинокритики, вот и всё.
Номинация вызвала раскол в среде кинематографистов и выход Гильдии киноведов и кинокритиков из состава учредителей кинопремии «Белый слон».
6 апреля 2021 года режиссёр Андрей Кончаловский в открытом письме, опубликованном на его странице в FB, попросил снять его фильм-драму «Дорогие товарищи!» с номинации на кинопремию «Белый слон», также заявив следующее:
... мне грустно видеть, что в этом году номинантом Национальной премии кинокритики и кинопрессы в категории «Событие года» стал публицистический проект, который может рассматриваться как политический акт, но никак не может получать оценки по критериям киноискусства. Это как если бы передовая статья в газете «Комсомольская правда» получила премию по литературе. 
Сожалею, но ошибка Экспертного совета лишила нас в этом году возможности объективной оценки искусства кинематографа в рамках профессионального сообщества.
В свою очередь, Виктор Матизен в интервью «Открытым медиа» сообщил, что фильм с конкурса снимать не будут, поскольку регламент премии не предусматривает такой возможности: «Как была картина в номинации, там она и останется. У нас были в прошлом такие инциденты, но мы никогда ничего не снимали. Нарушать регламент при всём уважении к Андрею Сергеевичу мы не будем». Матизен также отметил, что удивлён решением Кончаловского снять картину за 3 дня до церемонии вручения премий, указав, что решение вручить премию Навальному «не является политическим», где, напротив, данное заявление Кончаловского — «чисто политическое решение». 10 апреля 2021 года фильм Кончаловского «Дорогие товарищи!» был удостоен главного приза кинопремии «Белый слон».